# Hilton Budapest
A Hilton Budapest nem minősített szálloda a történelmi Budai Várnegyedben, az UNESCO Világörökség részeként található. A szálloda a Hilton Hotels & Resorts márkához tartozik, amelyet a Danubius Hotels Group üzemeltet.
A szálloda épülete a 13. századi felújított Szent Miklós domonkos kolostort és kerengőjét foglalja magába (ma: Dominikánus udvar). A szálloda közelében találhatóak a népszerű budapesti látnivalók, a Halászbástya és a Mátyás-templom.
A TripAdvisor 2012-ben a világ 10 legszebb kilátással rendelkező szállodai szobáját felsoroló listáján az 5. helyre sorolta.